# 泛化函数
在计算机编程中，泛化函数（generic function）或译泛型函数，是为多态而定义的函数。

## 在静态类型语言中
在静态类型语言（比如C++和Java）中，术语“泛型函数”，指称一种叫做泛型编程的编译时间多态机制（静态分派），特别是参数多态。它们是使用类型参数定义的函数，意图用编译时间类型信息来解决它。编译器使用这些类型来实例化适合的版本，适当的解决任何函数重载。

## 在Common Lisp对象系统中
在某些面向对象编程系统，比如Common Lisp对象系统（CLOS）和Dylan中，泛化函数是一个实体，由具有相同名字的所有方法组成。泛化函数典型的是从function和standard-object二者继承而来的类的实例。因此泛化函数是函数（可以被调用而应至实际参数）和正常对象二者。图书《元对象协议的艺术》详细解释了CLOS泛化函数的实现和使用。
Lisp的早期面向对象编程扩展是Flavors。它受Smalltalk影响，而使用平常的消息发送范型。发送一个消息的Flavors语法是：
```
 
(
send
 
object
 
:message
)

```

对于New Flavors，它决定message应当是真正的函数，并使用常规函数调用语法：
```
 
(
message
 
object
)

```

message现在是泛化函数，是一个对象并且自身就是函数。message的个体实现叫做方法。
相同的想法实现于CommonLoops之中。New Flavors和CommonLoops，是Common Lisp对象系统的主要影响者。

## 例子

### Common Lisp
下面在SBCL中定义一个泛化函数，有两个形式参数object-1和object-2。这个泛化函数的名字是collide：
```
(
defgeneric
 
collide
 
(
object-1
 
object-2
))

```

属于这个泛化函数的方法定义在类之外。这里为泛化函数collide定义一个方法，它特定于类asteroid（第一个形式参数object-1）和类spaceship（第二个形式参数object-2）。形式参数在方法体内作为正常变量使用。没有访问类槽的特殊命名空间：
```
(
defclass
 
asteroid
 
()
 
())

(
defclass
 
spaceship
 
()
 
())

(
defmethod
 
collide
 
((
object-1
 
asteroid
)
 
(
object-2
 
spaceship
))

  
(
format
 
t
 
"asteroid ~a collides with spaceship ~a"
 
object-1
 
object-2
))

```

调用泛化函数：
```
*
 
(
collide
 
(
make-instance
 
'asteroid
)
 
(
make-instance
 
'spaceship
))

asteroid
 
#
<ASTEROID
 
{1001959923}>
 
collides
 
with
 
spaceship
 
#
<SPACESHIP
 
{1001959963}>

NIL

```

Common Lisp还可以检索一个泛化函数的个体方法。FIND-METHOD从泛化函数collide找到特定于类asteroid和spaceship的方法。
```
*
 
(
find-method
 
#'
collide
 
nil
 
(
list
 
(
find-class
 
'asteroid
)
 
(
find-class
 
'spaceship
)))

#
<STANDARD-METHOD
 
COMMON-LISP-USER::COLLIDE
 
(
ASTEROID
 
SPACESHIP
)
 
{1001939333}>

```

## 比较于其他语言
泛化函数粗略的对应于Smalltalk术语方法，但具有显著的例外，在Smalltalk的单一分派中，接收者的类，是调用哪个代码体的唯一确定者，与实际参数的类型或值无关。在具有多分派的编程语言中，在调用一个泛化函数的时候，方法分派在所有实际参数的基础之上发生，不只是有特权的那个实际参数。New Flavors也提供了泛化函数，但只有单一分派。

## 引用
1. ↑   (PDF).   [2021-03-27]. （原始内容存档 (PDF)于2021-03-24）.
2. ↑  Howard Cannon, Flavors: A non-hierarchical approach to object-oriented programming （页面存档备份，存于）, Symbolics Inc., 1982
3. ↑  David A. Moon, S Keene. . Proceedings of ACM Conf. Object-Oriented Programming, Systems (ACM 1986 OOPSLA Conference). 1986.
4. ↑   (PDF).   [2009-12-10]. （原始内容 (PDF)存档于2011-06-04）.